# Rio Chassezac
Chassezac é um rio localizado no sul de França, afluente do rio Ardèche.